# Georgetown (Guyana)
Pour les articles homonymes, voir Georgetown.
Georgetown est la capitale du Guyana. Elle est située sur la côte atlantique, à l'embouchure du Demerara. Fondée en 1781, elle compte 245 000 habitants en 2011, ce qui en fait la plus grande ville du pays.

## Histoire

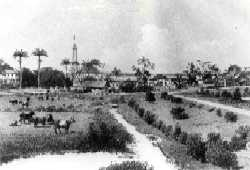
Georgetown : le quartier de Kingston au XIXe siècle.

Georgetown est fondée au XVIIIe siècle. À l'origine, la capitale de la colonie néerlandaise est située sur l'île Borselen au milieu du Demerara. En 1781, lors de la conquête de la colonie par l'Empire britannique, le lieutenant-colonel Robert Kingston choisit l'embouchure du Demerara pour fonder une ville située à mi-chemin entre les plantations Werk-en-rust et Vlissengen.
En 1782, la colonie est capturée par le royaume de France, qui développe la ville et en fait la capitale, sous le nom de Nouvelle Ville. Brickdam, la première route pavée, est alors bâtie. Quand le pouvoir repasse aux mains des Néerlandais en 1784, ils la renomment Stabroek en l'honneur de Nicolaas Geelvinck de Stabroek, président de la Compagnie néerlandaise des Indes occidentales.
Le 29 avril 1812, la ville est renommée Georgetown en l'honneur du roi George III.

## Géographie

### Situation
Georgetown est située sur la côte atlantique, sur la rive orientale de l'estuaire du Demerara. Le terrain, dans cette partie du Guayana, est constitué de plaines côtières plates. La ville est entourée par des champs de canne à sucre et des marécages, ainsi que par la savane à l'est et au sud.
L'altitude du terrain est d'un mètre au-dessous du niveau de la mer à marée haute. Elle a été gagnée sur des terres humides par un considérable travail de drainage des eaux. La ville est donc protégée par un mur de soutènement afin de la protéger de l'océan, et par un réseau de canaux pour évacuer l'eau en excès.

### Climat
Georgetown connaît un climat équatorial chaud toute l'année. L'humidité relative fluctue tout au long de l'année, culminant en mai, juin, août, décembre et janvier ; ces mois sont généralement les plus pluvieux. Entre septembre et novembre, l'humidité est plus basse. Georgetown ne connaît pas vraiment de saison sèche : les précipitations mensuelles sont toujours supérieures à 60 mm quel que soit le mois.
Grâce à sa situation, les températures de Georgetown sont modérées par les alizés du nord-est provenant de l'Atlantique nord : elles dépassent rarement 31 °C.
| Mois                                | jan.  | fév.  | mars  | avril | mai   | juin  | jui.  | août  | sep. | oct.  | nov.  | déc.  | année   |
| ----------------------------------- | ----- | ----- | ----- | ----- | ----- | ----- | ----- | ----- | ---- | ----- | ----- | ----- | ------- |
| Température minimale moyenne (°C)   | 23,6  | 23,9  | 24,2  | 24,4  | 24,3  | 23,8  | 23,5  | 23,8  | 24,2 | 24,4  | 24,2  | 23,8  | 24      |
| Température moyenne (°C)            | 26,1  | 26,4  | 26,7  | 27    | 26,8  | 26,5  | 26,6  | 27    | 27,5 | 27,6  | 27,2  | 26,4  | 26,8    |
| Température maximale moyenne (°C)   | 28,6  | 28,9  | 29,2  | 29,5  | 29,4  | 29,2  | 29,6  | 30,2  | 30,8 | 30,8  | 30,2  | 29,1  | 29,6    |
| Ensoleillement (h)                  | 201,5 | 211,8 | 220,1 | 198   | 179,8 | 156   | 201,5 | 232,5 | 231  | 235,6 | 210   | 186   | 2 463,8 |
| Précipitations (mm)                 | 185,2 | 88,5  | 111   | 140,5 | 285,5 | 327,7 | 268   | 201,4 | 97,5 | 107,2 | 185,9 | 261,9 | 2 260,3 |
| Nombre de jours avec précipitations | 16    | 10    | 10    | 12    | 19    | 23    | 21    | 15    | 9    | 9     | 12    | 18    | 174     |

### Démographie
En 2011, Georgetown comptait environ 245 000 habitants. L'agglomération dont elle est le centre en comptait environ 275 000.
Lors du recensement de 2002, la ville comptait 134 497 habitants. Selon les déclarations des personnes recensées :
- 70 962 (53 %) se considéraient comme Noirs/Africains ;
- 31 902 (24 %) comme d'origine mixte ;
- 26 542 (20 %) comme Indiens ;
- 1 441 (1,1 %) comme Amérindiens ;
- 675 (0,5 %) comme Portugais ;
- 475 (0,35 %) comme Chinois ;
- 196 (0,15 %) comme Blancs d'origine autre que portugaise ;
- 35 comme « autres » ;
- 2 265 (1,7 %) comme ne sachant pas ou ne répondant pas[4].

## Administration
Georgetown est la capitale du Guyana. Le Parlement, la State House (résidence du président) et la cour d'Appel (plus haute autorité judiciaire du pays) y sont situés.

## Transport

### Transport aérien
L'aéroport international Cheddi Jagan est le principal aéroport de Georgetown. Il est situé sur la rive droite du Demerara, à 41 km au sud  de la ville. Il est desservi par Caribbean Airlines, Delta Air Lines, LIAT, Meta Linhas Aéreas et Travel Span GT.
L'aéroport Ogle est plus proche de Georgetown.

### Transport maritime
Georgetown est le principal port du Guyana.

### Transport routier

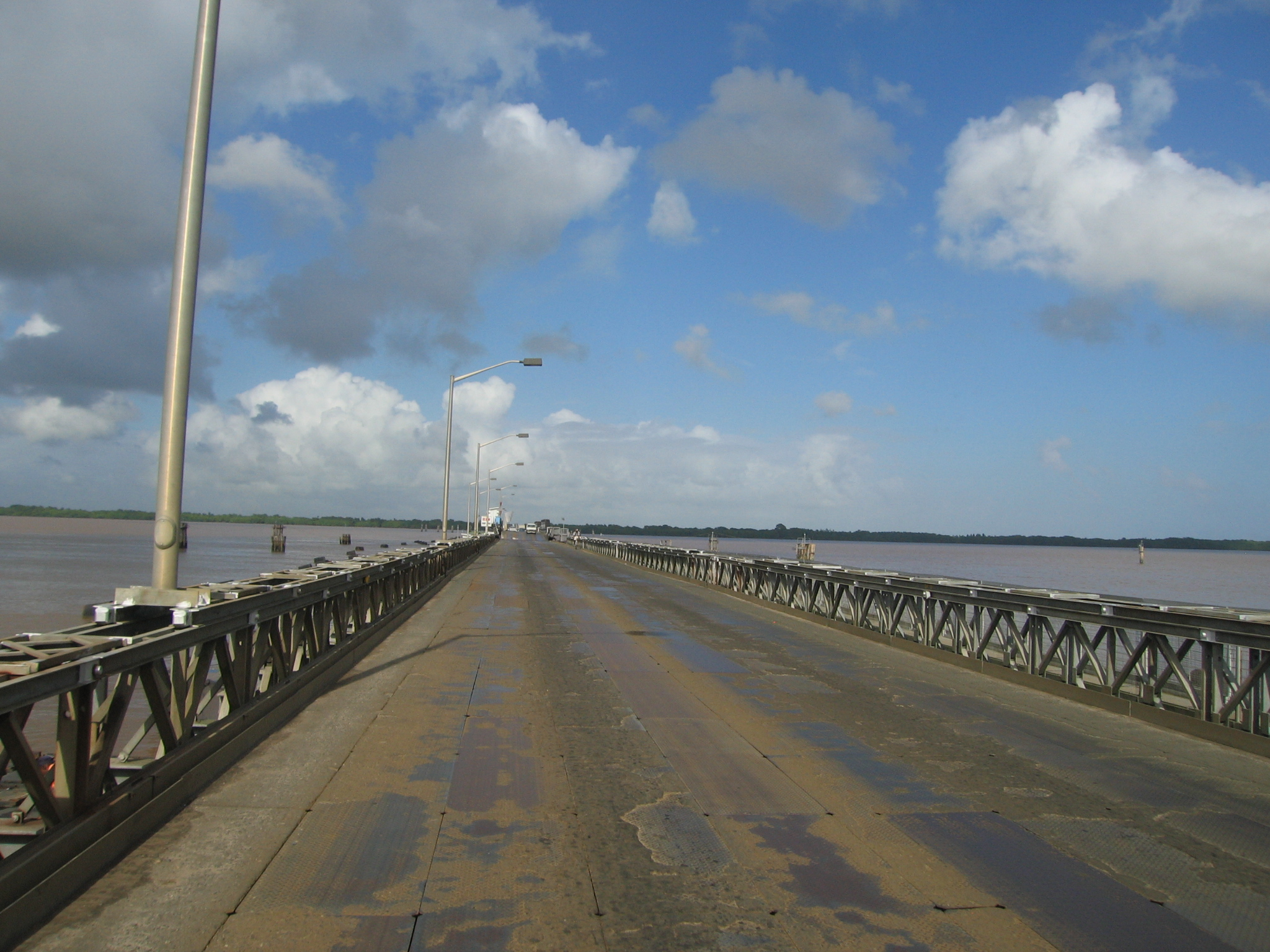
Traversée du Demerara sur le Demerara Harbour Bridge.

Georgetown est desservie par plusieurs autoroutes. Le Demerara Harbour Bridge, un pont flottant de 1 850 m de long, permet de franchir le Demerara.

## Patrimoine

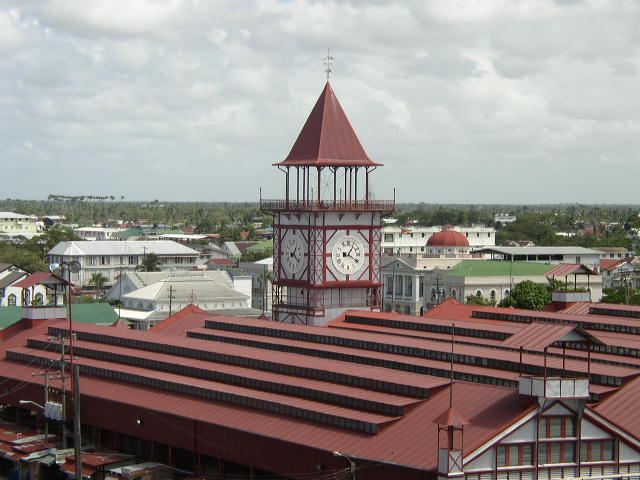
La tour d'horloge du marché Stabroek.

Le plan urbain de Georgetown est une grille nord-sud et est-ouest, entrecoupée de canaux, construits pour drainer la ville située à 1 m sous le plus haut niveau des marées. La digue de Georgetown protège la ville de l'océan.
Georgetown possède de nombreux boulevards et bâtiments en bois datant de l'époque coloniale. Les principaux lieux et bâtiments sont centrés sur l'ouest de la ville : Independence Square et Promenade Gardens, le musée d'anthropologie Walter Roth, la bibliothèque nationale (bâtie par Andrew Carnegie), la banque du Guyana, le musée national, la State House, résidence du président, la cathédrale anglicane Saint-George et le cénotaphe de Georgetown.
Non loin du quartier de Bel Air Park, la ville dispose également d'un jardin botanique. Celui-ci, en plus d'une variété de plantes, propose également à ses visiteurs un bassin à lamantins, ainsi que d'autres enclos comprenant des félins tels que des jaguars, lynx ou jaguarondis.
Dans le sud, on trouve l'hôtel de ville, d'architecture néogothique (œuvre d'Ignatius Scoles, 1889), les Victoria Law Courts (1887), le parlement (1829–1834), le marché Stabroek (1792), dont la tour d'horloge en Fonte domine la ville, la cathédrale catholique Brickdam, St. Andrew's Kirk, le plus vieux bâtiment religieux de Georgetown (1811-1818) et l'Arche de l'indépendance.
Au nord, près de la côte atlantique, se trouvent le fort William Frederick, un parc, le phare de Georgetown et l'Umana Yana, un bâtiment cônique au toit de chaume bâti par des Wai-Wai avec des méthodes traditionnelles pour la conférence des ministres des affaires étrangères des pays non-alignés en 1972.
L'Université du Guyana et le secrétariat du Caricom sont situés à Turkeyen, à la limite de la ville.

## Personnalités notables
- Louise Blenman, juge de la Cour suprême de la Caraïbe orientale et présidente de la Cour suprême du Belize.
- Chris Brasher (1928-2003), champion olympique du 3000 m steeple en 1956, cofondateur du marathon de Londres, né à Georgetown.
- Patricia Chase-Green, élue maire de Georgetown en 2016 et 2018.
- Phil Edwards (1907-1971), athlète québécois de demi-fond, quintuple médaillé olympique de bronze, et médecin. Né à Georgetown, mort à Montréal.
- Samantha Tross, première femme noire à devenir chirurgienne orthopédique en Grande Bretagne, née à Georgetown en 1968.
- Compton Young (?-2018), personnalité politique, maire de Georgetown de 1990 à 1994.
- Alfred Mentore, maire de Georgetown depuis 2023.

## Jumelage
- St. Louis, Missouri (États-Unis)
- Port-d'Espagne (Trinité-et-Tobago)